# Believer (Hundred Percent Freeの曲)
「Believer」（ビリーヴァー）は、日本のロックバンド・Hundred Percent Freeの3作目の配信限定シングル。

## 概要
- 前作「DIAMOND FIREBALL」から7ヶ月ぶり、ミニアルバム『REBOOT』からの先行シングル。
- 第33回『2009年度SBSカップ 国際ユースサッカー』大会テーマソングに起用され[1]、2作ぶりにタイアップが付いた。
- ベースはMK=IIが弾いているが、配信開始前に脱退したため、クレジットはあくまでサポートメンバーで表記されている。
- 今作からL(R)UCCAが作詞のアドバイザーとして参加している。
- 後に発売したミニアルバム『REBOOT』の影響もあり、配信開始から約1ヶ月後に着うたがレコチョク・ロック専門サイトの邦楽コーナーチャートで1位を獲得した。着うたで首位を獲得したのは自身初となった[2]。

## 収録曲
1. Believer [3:00]
作詞：Tack、Ko-KI
作曲：SIG
編曲：Hundred Percent Free
キーボードでK.Eが参加しており、メンバー以外のミュージシャンが参加した初の楽曲となっている。
初のレギュラー番組となったZIP-FM『R'z BELIEVER』で初披露オンエアーされた楽曲で、「自分を信じろ、もうリセットはできない」というメッセージが込められている[3]。

## 参加ミュージシャン
- Hundred Percent Free
  - Tack：Vocal
  - Ko-KI：Vocal
  - SIG：Guitar
  - KAZ：Drums
  - B-BURG：Hybrid Programmer
- MK-II：Bass
- K.E：Additional Keyboard
- L(R)UCCA：Lyrics Advised

## タイアップ
- 第33回『2009年度SBSカップ 国際ユースサッカー』大会テーマソング

## 収録アルバム
- REBOOT
- 百年物語〜The Complete Best〜